# Sankt Jodok (Affing)
Sankt Jodok ist ein Gemeindeteil von Affing im Landkreis Aichach-Friedberg.
Er liegt nahe dem östlichen Rand des Gemeindegebietes auf der Gemarkung Haunswies. Seine topographische Bezeichnung ist „Kirche“. Einziges Gebäude ist die um 1680 erbaute Wallfahrtskirche St. Jodok. 
Der Gemeindeteil kam 1972 durch die Eingemeindung von Haunswies zu Affing.